# 薩托 (伊利諾伊州)
薩托（英語：Sato）是位於美國伊利諾伊州傑克遜縣的一個非建制地區。該地的面積和人口皆未知。

## 地理
薩托的座標為37°54′32″N 89°25′50″W / 37.90889°N 89.43056°W，而該地的平均海拔高度為142米（即466英尺）。